# Chans (sång)
Chans är en låt av den svenska gruppen Kent, utgiven som singel 11 november från samlingsalbumet B-sidor 95–00 2000. Det är en av Kents mer långsamma och nedstämda låtar.

## Låtlista
1. Chans -  	4:26
2. 747 (Nåid 2000 Remix) - 4:31

## Listplaceringar
| Lista (2000) | Topplacering |
| ------------ | ------------ |
| Sverige      | 14           |